# Рівномірне розфарбування
Рівномірне розфарбування в теорії графів — це приписування кольорів вершинам неорієнтованого графа, таким чином, що:
- Ніякі дві суміжні вершини не мають однаковий колір,
- Число вершин у будь-яких двох колірних класах відрізняються більш ніж на одиницю.

Тобто, це процес розбиття вершин на різні кольори якомога більш рівномірним чином. Наприклад, для рівномірності слід давати кожній вершині свій власний колір, що призводить до того, що зазвичай, використовують набагато більше кольорів, ніж необхідно для оптимального розфарбування. Еквівалентний спосіб визначення рівномірного розфарбування є вкладенням даного графа як підграфа графа Турана. Є два види хроматичних чисел, які пов'язані з рівномірним розфарбуванням. Рівномірним хроматичним числом графа G називається найменше число k, при якому G має рівномірне розфарбування з k кольорів. Але G може не мати рівномірного розфарбування для деякого великого числа кольорів; рівномірний хроматичний поріг G є найменше число k, при якому G має рівномірне розфарбування для будь-якої кількості кольорів більшої або рівної k.
Теорема Хайнала-Семереді, подається як гіпотеза Ердеша (1964) і доведена Хайналом і Семереді (1970). Вона стверджує, що будь-який граф з максимальним степенем Δ має рівномірне розфарбування з Δ + 1 кольорів. Для знаходження розфарбування застосовуються алгоритми поліноміального часу, ці алгоритми використовуються також для знаходження оптимального розфарбування спеціальних класів графів, але є більш загальна проблема — чи має довільний граф NP-повне рівномірне розфарбування із заданою кількістю кольорів.

## Приклади

Рівномірне розфарбування для зірки K_{1,5}.

Граф-зірка K1,5, що показана на малюнку, є повним двочастковим графом, і, отже, може бути пофарбована у два кольори. Проте, у результаті такого розфарбування цей граф має одну вершину в одному кольоровому класі та п'ять в іншому, і тому таке розфарбування є нерівномірним. Найменше число кольорів в рівномірному розфарбуванні цього графа дорівнює чотирьом, як показано на малюнку: центральна вершина повинна бути єдиною вершиною в її колірному класі, так що інші п'ять вершин повинні бути розділені щонайменше на три колірних класи, аби гарантувати, що інші колірні класи мають не більше двох вершин. Таким чином, хроматичне число графа може відрізнятися від його рівномірного розфарбування на n/4. Оскільки K1,5 має максимальний степінь п'ять, кількість кольорів гарантованих для нього по теоремі Хайнала-Семереді — шість, досягається шляхом надання кожній вершині свого кольору.

## Теорема Хайнала— Семереді
Теорема Брукса свідчить, що будь-який зв'язний граф з максимальним степенем Δ має Δ-розфарбування, з двома винятками (повні графи і непарні цикли). Проте, це розфарбування може бути в цілому далеке від рівномірного. Ердеш (1964) зробив припущення, що рівномірне розфарбування можливе тільки з більш ніж одним кольором: будь-який граф з максимальним Δ-степенем має рівномірне розфарбування з Δ + 1 кольорів. Випадок Δ = 2 є простим (будь-яке об'єднання шляхів і циклів можна правильно розфарбувати з використанням повторного малюнка з трьох кольорів, з незначними змінами до повторення при закритті циклу) і випадок Δ + 1 = n/3 був вирішений раніше методом Корраді та Хайнала (1963). Повну гіпотезу довели Хайналом та Семереді (1970), і нині вона відома як теорема Хайнала — Семереді. Поліноміальний алгоритм часу для знаходження рівномірного розфарбування з великою кількістю кольорів був описаний у методі Кієрстада-Косточки. Кієрстад та Косточка також сформулювали, але не довели, посилення теореми, яка показує, що рівномірне k-розфарбування існує щоразу, коли кожні дві суміжні вершини мають такі степені, що їх сума більше ніж 2k + 1.
Мейер висловив припущення з теореми Брукса для рівномірного розфарбування: кожен зв'язний граф з максимальним Δ-степенем має рівномірне розфарбування з Δ чи меншою кількістю кольорів, за винятком повних графів і непарних циклів. Посилений варіант гіпотези стверджує, що кожен такий граф має рівномірне розфарбування з точно Δ кольорів, з одним додатковим винятком, повний двочастковий граф, в якому обидві двочасткові сторони мають однакове непарне число вершин.
Сеймур (1974) запропонував посилення теореми Хайнала — Семереді, до якого можна також віднести теорему Дірака, що щільні графи — Гамільтонові: він висловив припущення, що, якщо кожна вершина в n-вершинному графі має хоча б kn/(k + 1) сусідів, тоді граф містить в ролі підграфа граф, утворений шляхом з'єднання вершин, які знаходяться у k кроках одна від одної в n-циклі. Випадок k = 1 є теоремою Дірака. Теорема Хайнала — Семереді може бути взята з цієї гіпотези шляхом застосування гіпотези для великих значень k до доповнення графа, даного графа, і з використанням як кольорів класів суміжних підпослідовностей вершин з n-циклу. Гіпотеза Сеймура була доведена для графа, в якому n досить велике щодо k; доведення використовує кілька складних фактів, включаючи саму теорему Хайнала — Семереді.

## Спеціальні класи графів
Для будь-якого дерева з максимальним степенем Δ, рівномірне хроматичне число щонайбільше
{\displaystyle 1+\lceil \Delta /2\rceil }
Проте, більшість дерев мають значно менші рівномірні хроматичні числа: якщо дерево з n вершинами має Δ ≤ n/3 − O(1), то воно має рівномірне розфарбування тільки з трьома кольорами. Фурманчук (2006) вивчає рівномірне хроматичне число добутку графів.

## Проблематика рівномірного розфарбовування
Також була розглянута проблема знаходження рівномірного розфарбування з найменшою кількістю кольорів. Перехід від розфарбування графа до рівномірного розфарбування можна довести додаванням достатньої кількості ізольованих вершин графа, таким чином, щоб граф був NP-повним, це потрібно для перевірки того, що граф має рівномірне розфарбування з заданою кількістю кольорів (більш як два). Проте, ця проблема стає все більш цікавою, коли обмежується спеціальними класами графів або параметризацією. Бодлендер та Фомін (2005) показали, що якщо нам дано граф G і число с кольорів, тоді можна перевірити, чи допускає G справедливе с-розфарбування в часі O(nO(t)), де t деревна ширина G; зокрема, рівномірне розфарбування можна отримати оптимальним чином за поліноміальний час для дерев (раніше відомі по Чен та Лі 1994) і зовніпланарних графів. Алгоритм поліноміального часу також використовується для рівномірного розфарбовування розщеплюваних графів.

## Додатки
Одним з прикладів застосування рівномірного розфарбування, запропонованим Меєром (1973), є розв'язок задачі про планування завдань. У цій задачі вершини графа являють собою набір завдань, які повинні бути виконані, і ребро з'єднує два завдання, які не повинні виконуватися одночасно. Розфарбування цього графа являє собою розбиття задач на підмножини, які можуть виконуватися одночасно; Таким чином, кількість кольорів у розфарбуванні відповідає кількості часових кроків, необхідних для виконання всього завдання. З міркувань балансування навантаження, бажано виконувати рівні або майже рівні кількості завдань на кожному кроці, і це балансування саме те, що дозволяє досягти рівномірного розфарбування. Фурманчук (2006) згадує конкретне застосування такого роду проблеми планування, призначенням університетських курсів на тимчасових інтервалах таким чином, що розподіляє курси рівномірно серед доступних тимчасових інтервалів і дозволяє уникнути планування несумісних пари курсів одночасно.
Теорема Хайнала-Семереді також була використана для пов'язання дисперсії сум випадкових величин з обмеженою залежністю. Якщо кожна змінна залежить від більшості Δ інших, тоді рівномірне розфарбування залежного графа може бути використане для поділу змінних на незалежні підмножини в межах яких може бути застосована нерівність Чернова.